# Перелік ударів по житловій забудові під час російського вторгнення (вересень 2023)
Удари по житловій забудові України під час російсько-української війни — воєнний злочин, скоєний російськими військовими під час повномасштабного військового вторгнення в Україну.
У переліку подано інформацію про удари по житловій та громадській забудові яка була опублікована у відкритих джерелах. Подано інформацію про атаки протягом вересня 2023 року.

## Загальна інформація
Згідно моніторингової місії ООН з прав людини в Україні відомо про 145 загиблих цивільних українців протягом вересня 2023 року.

### Руйнування населених пунктів прилеглих до лінії зіткнення
У населених пунктах які знаходяться біля лінії бойового зіткнення, постійно відбуваються обстріли житлової та іншої цивільної забудови (у тому числі медичних установ, навчальних закладів, комерційної забудови). Впродовж вересня 2023 року, обстріли відбувалися вздовж прикордонних громад Чернігівщини, Сумщини, та Харківщини, а також громад Запорізької, Дніпропетровської, Херсонської та Миколаївської областей із використанням ракет, безпілотників, мінометів, артилерії, реактивних систем залпового вогню, вогнем бронетехніки та стрілецької зброї.
Вздовж державного кордону:
- У Чернігівській області — Корюківська, Новгород-Сіверська, Семенівська, Сновська громади.
- У Сумській області — Білопільська, Великописарівська, Глухівська, Краснопільська, Миропільська, Новослобідська, Путивльська, Хотінська, Юнаківська громади.
- У Харківській області — Вільхуватська, Вовчанська, Дворічанська, Дергачівська, Золочівська, Липецька громади

Між тимчасово окупованою територією:
- У Харківській області — Борівська, Дворічанська, Ізюмська, Кіндрашівська, Куп'янська, Курилівська, Оскільська, Петропавлівська громади
- У Луганській області — Красноріченська, Лисичанська громади
- У Донецькій області — Званівська, Сіверська громади
- У Запорізькій області —
- У Херсонській області —
- У Миколаївській області —

## Перелік атак
Червоним кольором позначені атаки у яких відомо про загибель людей.
| дата і місце | дата і місце                       | тип зброї         | подробиці атаки, жертви (загиблі/поранені)                                            | подробиці атаки, жертви (загиблі/поранені) |
| ------------ | ---------------------------------- | ----------------- | ------------------------------------------------------------------------------------- | ------------------------------------------ |
| 02/09        | Донецька обл., Краматорськ         | РСЗВ              | обстріл касетними боєприпасами цивільної інфраструктури, влучання у дороги та цвинтар | —                                          |
| 02/09        | Херсонська обл., Білозерка         | артобстріл        | артобстріл территорії дитсадка                                                        | —                                          |
| 03/09        | Херсонська обл., Білозерка         | артобстріл        | артобстріл житлових будинків                                                          | 1/3                                        |
| 06/09        | Донецька обл., Костянтинівка       | С-300             | ракетний удар по Костянтинівці                                                        | 17/32                                      |
| 06/09        | Запоріжжя                          | ракетний удар     | влучання у об’єкт цивільної інфраструктури                                            | 0/2                                        |
| 08/09        | Суми                               | ракетний удар     | влучання у житлові будинки                                                            | 1/4                                        |
| 08/09        | Херсонська обл., Одрадокам'янка    | авіабомбовий удар | росіяни скинули авіаційну бомбу на житлову забудову села Одрадокаʼянка                | 3/6                                        |
| 13/09        | Херсонська обл., Одрадокам'янка    | авіабомбовий удар | авіабомбовий обстріл житлових будинків                                                | 3/6                                        |
| 13/09        | Херсонська обл., Одрадокам'янка    | авіабомбовий удар | повторний авіабомбовий обстріл житлових будинків                                      | 3/6                                        |
| 13/09        | Херсонська обл., Антонівка         | авіабомбовий удар | пошкодження приміщення гімназії                                                       | —                                          |
| 14/09        | Херсонська обл., Новодмитрівка     | артобстріл        | обстріл житлових будинків села                                                        | 1/4                                        |
| 15/09        | Херсонська обл., Нова Каховка      | авіабомбовий удар | авіаудар по Новій Каховці 15 вересня 2023                                             | 1/12+                                      |
| 17/09        | Донецька обл., Авдіївка            | артобстріл        | пошкодження житлової забудови на двох вулицях старої частини міста                    | 0/1                                        |
| 17/09        | Херсонська обл., Берислав          | авіаудар          | влучання у багатоповерховий житловий будинок                                          | 0/1                                        |
| 19/09        | Херсон                             | артобстріл        | влучання у тролейбус серед житлової забудови                                          | 1/2                                        |
| 21/09        | Харків                             | С-300             | пошкоджено житлові будинки                                                            | 0/3                                        |
| 21/09        | Черкаси                            | Х-101/Х-555       | влучання у готель і ринок у центрі міста                                              | 0/9                                        |
| 22/09        | Полтавська обл., Кременчук         | —                 | влучання в цивільну інфраструктуру                                                    | 1/55                                       |
| 24/09        | Херсонська обл., Бериславський р-н | авіабомбовий удар | авіабомбові удари по низці населених пунктів Бериславського району                    | 2/0                                        |
| 24/09        | Херсон                             | авіабомбовий удар | авіабомбовий удар по території одного з підприємств                                   | 0/1                                        |
| 25/09        | Херсонська обл., Берислав          | авіабомбовий удар | влучання у будівлю житлово-експлуатаційної контори та житловий будинок                | 2/2                                        |
| 25/09        | Херсон                             | артобстріл        | під обстріл потрапили житлові будинки, торговельні точки, автотранспорт               | 3/3                                        |
| 25/09        | Одеса                              | ракетний удар     | влучання у готель Одеса, портову та житлову забудову                                  | 0/1                                        |
| 30/09        | Донецька обл., Краматорськ         | ракетний удар     | пошкоджено автостоянку, автомобілі та гуртожиток, жертви: 0/1                         | 0/1                                        |